# Маринов, Иван (гребец)
Иван Маринов (7 августа 1968, София) — болгарский гребец-байдарочник, выступал за сборную Болгарии в конце 1980-х годов. Участник летних Олимпийских игр в Сеуле, бронзовый призёр чемпионата мира, многократный победитель и призёр первенств национального значения.

## Биография
Иван Маринов родился 7 августа 1968 года в Софии. Активно заниматься греблей начал в раннем детстве, проходил подготовку в столичном спортивном клубе ЦСКА.
Первого серьёзного успеха на взрослом международном уровне добился в 1988 году, когда попал в основной состав болгарской национальной сборной и благодаря череде удачных выступлений удостоился права защищать честь страны на летних Олимпийских играх в Сеуле — с четырёхместным экипажем, куда также вошли гребцы Николай Йорданов, Пётр Годев и Борислав Цветков, на дистанции 1000 метров дошёл до стадии полуфиналов, где финишировал четвёртым.
После Олимпиады Маринов остался в основном составе гребной команды Болгарии и продолжил принимать участие в крупнейших международных регатах. Так, в 1989 году он побывал на домашнем чемпионате мира в Пловдиве, откуда привёз награду бронзового достоинства, выигранную в зачёте четырёхместных байдарок с Николаем Йордановым, Петром Годевым и Андрианом Душевым на дистанции 500 метров — лучше финишировали только экипажи из СССР и ФРГ. Вскоре по окончании этих соревнований принял решение завершить спортивную карьеру, уступив место в сборной молодым болгарским гребцам.